# Американский жиголо (сериал)
«Американский жиголо» (англ. American Gigolo) — американский драматический телесериал, автором которого является Дэвид Холландер. Основан на одноимённом фильме 1980 года Пола Шредера. Главные роли исполняют Джон Бернтал, Гретхен Мол, Рози О’Доннелл и Лиззи Брошере. Премьера сериала состоялась на канале Showtime в сентябре 2022 года.

## Сюжет
Джулиан Кей, спустя 15 лет после ареста за убийство, пытается найти себя в современной лос-анджелесской секс-индустрии, ищет правду о подставе, которая отправила его в тюрьму много лет назад, а также надеется воссоединиться со своей единственной любовью, Мишель.

## В ролях
- Джон Бернтал — Джулиан Кей
- Габриэль Лабель — молодой Джулиан «Джонни» Кей
- Гретхен Мол — Мишель
- Рози О’Доннелл — детектив Сандей
- Лиззи Брошере — Изабель
- Лиленд Орсер — Ричард Стрэттон.

## Производство
Проект был объявлен 29 октября 2014 года. Джерри Брукхаймер, продюсер оригинального фильма, выступит исполнительным продюсером потенциального сериала, а компания Paramount Television Studios займётся производством. 2 ноября 2016 года стало известно, что Showtime начала разработку сериала, а Нил Лабут напишет сценарий. 11 марта 2020 года началось производство пилотного эпизода, Дэвид Холландер был назначен продюсером сериала, а также автором сценария и режиссёром пилотного эпизода.
15 июня 2021 года стало известно, что канал Showtime заказал 8-серийный сериал, а Холландер назначен шоураннером.
Джон Бернтал получил главную роль одновременно с объявлением о заказе пилота в марте 2020 года. В ноябре 2020 года в актёрский состав вошли Гретхен Мол, а месяц спустя — Рози О’Доннелл. Лиззи Брошере присоединилась актёрскому составу в январе 2021 года.
Съёмки начались 12 июля 2021 года в Лос-Анджелесе.